# 预试七人
预试七人或七觉士（藏語：སད་མི་བདུན།，威利转写：sad mi bdun）吐蕃史上第一批受比丘戒出家的藏传佛教僧人。
赤松德赞为了巩固政权，命令兴建桑耶寺。为了观察吐蕃人能否守持出家戒律，赤松德赞还选拔了三老三少一壮，共7人，在寂护大师（又译作静命大师）和12位说一切有部印度比丘的指导之下剃度受戒。这七名藏族人成为藏传佛教的先驱者。
七觉士有：
- 巴·赛囊（sba gsal gnang）
- 巴·赤协（sba khri bzher）
- 白若杂纳（bai ro tsa na）
- 杰瓦劫阳（rgyal ba mchog dbyangs）
- 款·鲁益旺波（vkhon kluvi dbang po）
- 马·仁钦却（rma rig chen mchog）
- 藏勒竹（gtsang legs grub）